# Lebor na hUidre
Lebor na hUidre (irlandés medio: [ˈl͈ʲevor nˠə ˈhuiðʲrʲə], LU) o Libro de la vaca parda (MS 23 E 25) es un manuscrito irlandés en vitela del siglo XII, siendo el manuscrito existente más antiguo en irlandés. Se encuentra en la Royal Irish Academy y está muy dañado: solo quedan 67 hojas y muchos de los textos están incompletos. Su nombre proviene de una leyenda anacrónica que dice que fue hecho a partir de la piel de una vaca parda por San Ciarano de Clonmacnoise .

## Historia
Se cree que el manuscrito es obra de tres escribas, cuya caligrafía fue distinguida por Richard Irvine Best en 1912 e identificada con las letras A, M y H.  Se cree que A y M son contemporáneos. El manuscrito fue iniciado por A, que escribió las primeras páginas de varios de los textos, y continuado por M, al que Best identificó con Máel Muire mac Céilechair meic Cuinn na mBocht, basándose en la coincidencia de la caligrafía con dos probationes pennae marginales o pruebas de pluma, en las que el escriba escribió su nombre. Una nota muy posterior del manuscrito menciona a Máel Muire como la persona que "escribió y compiló este libro a partir de diversos libros". Su muerte a manos de los vikingos en Clonmacnoise se registra en los Anales de los Cuatro Maestros en 1106, dándonos una fecha y ubicación más tardías para el cuerpo principal del manuscrito. Algún tiempo después, H (llamado así por la adición de dos homilías) agregó nuevos textos y pasajes, a veces sobre partes borradas del original, a veces en hojas nuevas. Basado en la ortografía y un préstamo linguüístico en inglés, Gearóid Mac Eoin concluye que H escribió a finales del siglo XII o principios del XIII.
Después de la disolución del monasterio de Clonmacnoise, el manuscrito pasó a manos de la dinastía O'Donnell de Donegal, que lo mantuvo en su poder hasta 1359, cuando se utilizó junto con el perdido Leabhar Gearr para rescatar a los miembros del clan que habían sido hechos prisioneros por Cathal Óg Ó Conchobhair Sligigh (m. 3 de noviembre de 1362). Áed Ruad O'Donnell recuperó el manuscrito en 1470 y permaneció en Donegal al menos hasta 1631, cuando se completó la compilación de los Anales de los Cuatro Maestros . Se desconoce su ubicación hasta 1837, cuando formaba parte de una colección propiedad de los Sres. Hodges & Smith de College Green, Dublín, y fue citado por George Petrie en un ensayo sobre Historia y antigüedades de la Colina de Tara. La colección Hodges & Smith, 227 manuscritos en total, fue comprada por la Royal Irish Academy en 1844.
El facsímil litográfico del manuscrito de Joseph O'Longan fue publicado por RIA en 1870. En 1929 se publicó una edición diplomática de RI Best y Osborn Bergin (Best y Bergin, 1929), distinguiendo las tres caligrafías con diferentes tipos de letra. Los escaneos digitales de las páginas de la Royal Irish Academy han sido publicados en la web por ISOS (Irish Script on Screen). (ISOS, MS 23 E 25)

## Contenido
Las hojas del manuscrito que han llegado a nosotros contienen los siguientes textos, en diferentes estados de conservación:
En Best y Bergin, 1929, pp. xvii-xxxviii

### Textos del manuscrito original
- Sex aetates mundi ["Las seis edades del mundo"], incompleto
- Lebor Bretnach ["El libro de los britanos"], una traducción irlandesa de la Historia Brittonum, incompleta
- Amra Coluim Chille ["El elogio de Columba"], una versión muy comentada del poema del siglo VII de Dallán Forgaill
- Scél Tuain meic Cairill do Finnen Maige Bile ["La historia que Tuan mac Cairill le contó a Finnian de Moville"], en la que un superviviente de la primera invasión (Tuan mac Cairill) relata la historia de las invasiones de Irlanda a Finnian de Moville, incompleto
- Dá brón flatha nime ["Los dos dolores del reino de los cielos"], incompleto
- Mesca Ulad ["La intoxicación de los hombres del Ulster"], incompleta
- Táin bó Dartada ["El robo del toro de Dartaid"], sólo las primeras cuatro líneas
- Táin Bó Flidhais ["El robo del ganado de Fliodhais"], incompleto
- Immram curaig Mail Dúin ["Viaje del currach de Máel Dúin"], incompleto)
- Fís Adomnáin ["La visión de Adomnán"], una obra de literatura de visión atribuida al santo irlandés del siglo VII Adomnán
- Tucait innarba na nDessi i mMumain ocus aided Chormaic ["La causa de la expulsión de los Déisi a Munster y la muerte de Cormac mac Airt"], conocida como "La expulsión de los Déisi"
- Táin Bó Cúailnge ["El robo del toro de Cooley"], la versión más antigua de la epopeya central del Ciclo del Úlster, incompleta, contiene pasajes interpolados por H
- Togail Bruidne Dá Derga ["La destrucción del albergue de Dá Derga"], un cuento del rey Conaire Mór del siglo I, incompleto, contiene pasajes interpolados por H
- Fled Bricrenn ["La Fiesta de Bricriu"], incompleto, contiene pasajes interpolados por H
- Siaburchapat Con Culaind ["El carro fantasma de Cúchulainn"], un cuento de San Patricio, que resucita a Cúchulainn del infierno para convencer al rey Lóegaire mac Néill de convertirse al cristianismo, contiene pasajes interpolados por H
- Fástini Airt meic Cuind ocus a chretem ["La profecía de Art mac Cuinn y su fe]", en el que se dice que el rey Art mac Cuinn del siglo II previó la llegada del cristianismo.
- Echtra Condla Chaim meic Cuind Chetchathaig ["La aventura de Connla el Bello, hijo de Conn de las Cien BatallasHundred Battles"], en la que Connla es atraído al otro mundo por una mujer hada
- Cethri Arda en Domain ["Las cuatro cuartas partes del mundo"], incompleto
- Imram Brain mac Febail ["El viaje de Bran, hijo de Febal"], una historia fantástica de viajes, incompleta
- Tochmarc Emire ["El Cortejo de Emer"], contiene pasajes interpolados por H
- Compert Con Culainn ["La concepción de Cúchulainn"], copiado del desaparecido Libro de Druimm Snechta, contiene pasajes interpolados por H
- Tochmarc Étaíne ["El cortejo de Étaín"], un cuento mitológico que presenta a Aengus y Midir de Tuatha Dé Danann, incompleto
- Compert Mongáin ["La concepción de Mongán"], un cuento de un príncipe legendario, incompleto
- Scel asa mberar combad hé Find mac Cumaill Mongáin ocus aní día fil aided Fothaid Airgdig ["La historia por la que se infiere que Mongán era Fionn mac Cumhaill, y el motivo de la muerte de Fothad Airgthech"]
- Scél Mongáin ["La historia de Mongán"]
- Tucait baile Mongáin ["La causa de la visión de Mongán"]
- Inna hinada hi filet cind erred Ulad ["Los lugares donde están las cabezas de los héroes de Ulster"], un poema

### Textos agregados por el escriba H
- Scéla laí brátha ["Noticias del Día del Juicio"]
- Scéla na esergi ["Nuevas de la Resurrección"]
- Aided Nath Í ocus a adnacol ["La muerte de Nath Í y su entierro"], una historia del rey del siglo V, Nath Í mac Fiachrach
- Aided Echach meic Maíreda ["La muerte de Eochaid mac Maíreda"], un relato mitológico del origen del Lago Neagh
- Fotha catha Cnucha ["La causa de la batalla de Knock"], una historia sobre el nacimiento de Fionn mac Cumhaill
- Serglige Con Culainn ["La enfermedad debilitante de Cúchulainn"], copiado del Libro amarillo perdido de Slane
- Senchas na relec ["La historia de los lugares de entierro"], un relato de los lugares de descanso de varios reyes irlandeses
- Genemain Áeda Sláne ["El nacimiento de Áed Sláine"]: una historia del rey del siglo VI, Áed Sláine
- De genelogia Con Culaind ["La genealogía de Cúchulainn"]
- Cath Cairnd Chonaill ria Diarmait mac Aeda Sláni para Guari Adni ["La batalla de Carn Conaill entre Diarmait hijo de Áed Sláine y Guaire Aidne]", un cuento del Ciclo de los Reyes )
- Comthoth Lóegairi co cretim ocus a aided ["La conversión de Lóegaire a la fe y su muerte"], un cuento de San Patricio

### Ediciones
- Best, R.I.; Bergin, Osborn, eds. (1929), Lebor na huidre ; Book of the dun cow (en irlandés), Hodges, Figgis, & Co..
  - HTML e-text via CELT : Corpus of Electronic Texts Edition

### Manuscritos
- «LEBOR NA HUIDRE [MS 23 E 25] [1229]», Irish Scripts on Screen (ISOS).